# Силва, Игор (футболист)
Игор Силва де Алмейда (порт.-браз. Igor Silva de Almeida; 21 августа 1996, Рио-де-Жанейро) — бразильский футболист, защитник клуба «Лорьян».

## Биография
Родился 21 августа 1996 года в городе Рио-де-Жанейро. Воспитанник клуба «Комерсиал-СП», за который с 2013 года стал играть в Кубке Паулиста, а в 2015 году дебютировал во втором дивизионе Лиги Паулиста.
В 2015 году Игор отправился за границу и поступил в академию греческого клуба «Астерас». В следующем сезоне его перевели в первую команду. За новый клуб бразилец провел два сезона, сыграв 34 игры и забив один гол.
11 января 2018 года Игорь присоединился к другому местному клубу «Олимпиакос», где должен был заменить Диогу Фигейраша, который покинул пирейский клуб. Однако после того как «красно-белых» весной возглавил новый тренер Педру Мартинш, бразилец не сумел закрепиться в команде и 18 июля 2018 он присоединился на правах аренды в кипрский клуб АЕК (Ларнака).